# Franz K. Opitz

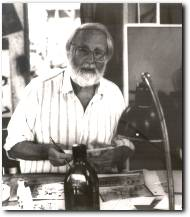
Franz K. Opitz in seinem Atelier

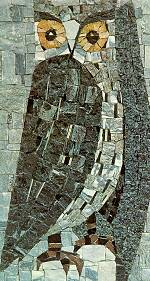
Natursteinmosaik von Franz K. Opitz

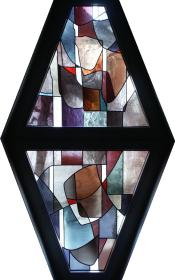
Glasfenster von Franz K. Opitz im ref. Kirchgemeindehaus Embrach

Franz Karl Opitz (* 5. November 1916 in Zürich; † 16. Dezember 1998 in Obfelden) war ein Schweizer Maler, Fotograf, Poet, Musiker und Autor.

## Leben
Er absolvierte eine Lehre als Schuhmacher im elterlichen Schuhmachermeister-Geschäft in Zürich, wo er bis 1940 mitgearbeitet hat. 1931 trat er in die Orchestergemeinschaft Unterstrass bei, später war er 30 Jahre lang Geiger in der Orchestergesellschaft Zürich bei dem Dirigenten Marius Meng.
Ersten Malunterricht erhielt er zwischen 1932 und 1934 bei Willy Fries und 1938 bis 1940 bei Otto Friedrich Emil Séquin in Zürich. Ab 1938 verwendete er verschiedene grafische Techniken, beispielsweise Holzschnitt, Lithografie, Radierung, Aquatinta und war ab 1940 als freier Maler tätig.
1944 heiratete er Heidi Opitz-Sturny in der Kirche Unterstrass, Zürich. Es folgten Studienaufenthalte in Paris und Studienreisen in die Niederlande, nach Belgien, Südfrankreich, Italien, Spanien und Marokko.
1949 wurde er Mitglied im Verein für Originalgraphik, ab 1950 begann er mit der Ausführung von Natursteinmosaiken und ab 1951 war er Mitglied der von Albert Rüegg gegründeten Zürcher Künstlergruppe «OKTOGON».
Mit der Geburt von Tochter Elisabeth, 1953, entfaltete sich sein fotografisches Talent. Dieses führte zur Auszeichnung Meister der Leica sowie zur Veröffentlichung zweier Fotobände und mehreren Ausstellungen.
1967 trat er dem Rotary Club Knonaueramt bei. Zwischen 1965 und 1970 vollzog er den Übergang zur reinen Abstraktion. 1982 veröffentlichte Franz K. Opitz seinen ersten Gedichtband Heitere Gedichte, 1997 folgte sein Werk Der Gartenzwerg. 
Bereits zu Lebzeiten konnte er seine Werke in mehr als 75 Ausstellungen im In- und Ausland präsentieren. 
Er starb am 16. Dezember 1998 kurz nach seinem 82. Geburtstag in seinem Haus in Obfelden.

## Zitate
„Franz K. Opitz konnte auf einen langen künstlerischen Weg zurückblicken. Diesen Weg ist er genauso sorgfältig gegangen, wie seine Werke komponiert sind. Wie er sich vom Gegenstand zugunsten der reinen Abstraktion abwandte, geschah es nach einer langen Reifung und er beherrschte den neuen Stil, als hätte er ihn sein Leben lang gepflegt. Die grossen Sprünge waren nicht seine Sache, ebenso wenig wie Geschrei oder Propaganda.“ (Hans A. Lüthy)
„Unter Kunsthistorikern gilt Opitz nicht als Erfinder. Seine Stärke liegt vielmehr in der stillen Poesie und in der überragenden handwerklichen Kreativität.“ (Martin Müller-Reinhart)
„Zeichnen und malen, Geige spielen, fotografieren, Verse schmieden - eine solch dichte künstlerische Vielfalt kann letztlich doch nur in einem harmonischen Menschen zur Entfaltung kommen.“ (Albert Müller)
„Er liebt die Stille, die ihm für seine Malerei die höchste Konzentration ermöglicht. Diese sensible Auseinandersetzung mit seinen Bildern kennzeichnet sein Werk.“ (Prof. H. Hess)

## Werke
- Opitz, Franz K./Mohler, Hans: Fasnacht. Achtzig Fotos von Franz K. Opitz. Geleitwort von Hans Mohler. Zürich: Orell Füssli Verlag 1963
- Opitz, Franz K..: Circus. Herrreinspaziert meine Herrschaften! Text von Jörn Kübler. Aufnahmen von Franz K. Opitz [= Ein terra magica Bildband]. München: Hanns Reich Verlag 1965
- Opitz, Franz K.: Heitere Gedichte,  mit Monotypien des Autors. Verlag Rolf Kugler, Oberwil bei Zug, 1982
- Opitz, Franz K.: Der Gartenzwerg … und weitere heitere Gedichte, Aehren-Verlag, 8910 Affoltern a.A, 1997